# Пуерто-де-Пахарес
Пуерто-де-Пахарес (ісп. Puerto de Pajares) — гірський перевал через Кантабрійські гори між провінціями Астурія та Леон, Іспанія  Перевал був історично важливим для Астурії як найнижчий прямий шлях між столицею Ов’єдо та рештою внутрішньої Іспанії через Леон. Перевал певний час був кордоном між християнським Королівством Астурія та мавританською територією халіфату Омейядів.
Сьогодні перевал перетинає шосе N-630, що сполучає Ов’єдо та Леон, а також залізниця Леон — Хіхон, що прямує низкою високогірних тунелів біля перевалу. Важливість перевалу зменшилася в останні роки, оскільки шосе N-630 було замінено автострадою A-66, яка обходить Пуерто-де-Пахарес через тунель Негрон з 1997 року, 6 км на захід. Крім того, залізничний тунель завдовжки 25 км в обхід перевалу, відомий як Базисний тунель Пахарес, будувався у 2005 — 2023 роках після затримок через проблеми з протіканням.
На перевалі є ресторан, звідки відкриваються краєвиди в обидва боки. Біля перевалу розташований гірськолижний курорт Вальгранде-Пахарес.
Тур Іспанії проходив  через Пуерто-де-Пахарес 18 разів.